# U 659
U 659 war ein deutsches Unterseeboot des Typs VII C, der aufgrund seiner Leistungsfähigkeit auch „Atlantikboot“ genannt wurde. Die Kriegsmarine setzte U 659 während des U-Boot-Krieges im Nord- und Mittelatlantik ein. Das U-Boot versenkte einen britischen Tanker mit 7518 BRT, wobei 50 Menschen starben, und beschädigte drei Schiffe. Während des Angriffs auf einen Geleitzug wurde U 659 am 4. Mai 1943 im Mittelatlantik von U 439 gerammt und sank sehr schnell. So starben 44 Besatzungsmitglieder durch Verschulden der eigenen Leute, und nur drei entkamen aus dem sinkenden Boot. Diese wurden von einem britischen Schnellboot als Kriegsgefangene an Bord genommen.

## Technische Daten
Die Produktion der Hamburger Howaldtswerke wurde nach dem Kriegsbeginn im Wesentlichen auf den U-Bootbau umgestellt. Dennoch konnte diese Werft den vorgesehenen jährlichen Ausstoß von 16 U-Booten – ab Mitte 1943 auf 22 Boote erhöht – nicht erbringen. Bis zum Kriegsende lieferten die Hamburger Howaldtswerke 33 U-Boote vom Typ VII C an die Kriegsmarine aus. Ein solches Boot hatte eine Länge von 67 m und eine Verdrängung von 865 m³ unter Wasser. Es wurde über Wasser von zwei Dieselmotoren angetrieben, die eine Geschwindigkeit von 17 kn ermöglichten. Unter Wasser erbrachten zwei Elektromotoren eine Geschwindigkeit von 7 kn. Die Bewaffnung bestand aus einer 8,8-cm-Kanone und einer 2,0-cm-Flak an Deck sowie vier Bugtorpedorohren und einem Hecktorpedorohr.

## Geleitzugschlachten
Kommandant Hans Stock (1915–1943) versenkte auf seinen Fahrten mit U 659 ein Schiff und beschädigte drei weitere. Am 9. September 1942 meldete U 584 einen Geleitzug. Am Nachmittag des folgenden Tages griffen mehrere U-Boote den aus 32 Schiffen bestehenden Konvoi, ON 127 an. Bei diesem Angriff beschädigte Kommandant Stock einen Tanker, der später durch Kommandant Deecke von U 584 versenkt wurde.
- am 10. September 1942 britischer Tanker Empire Oil (8.029 BRT) beschädigt

Beim Angriff auf den Konvoi SL 125 im Herbst desselben Jahres versenkte Kommandant Stock per Fangschuss einen Tanker, der bereits von Kommandant Massmann von U 409 getroffen worden war und dahintrieb. 50 Besatzungsmitglieder des Tankers kamen ums Leben, und nur sechs wurden gerettet.
- am 30. Oktober 1942 britisches Tankschiff Bullmouth (7519 BRT) versenkt (Lage)

Etwa 20 Stunden später am selben Tage beschädigte Kommandant Stock zwei weitere Schiffe.
- am 30. Oktober 1942 britischer Dampfer Corinaldo (7131 BRT) beschädigt
- am 30. Oktober 1942 britischer Frachter Tasmania (6405 BRT) beschädigt

## Verlust des Bootes
U 659 verfolgte am 3. Mai 1943 einen alliierten Geleitzug, der aus Motortorpedobooten bestand, die zur Unterstützung des Tunesienfeldzugs ins Mittelmeer beordert worden waren, verlor diesen aber außer Sicht. Westlich von Kap Finisterre entdeckte Kommandant Stock einen anderen Geleitzug und entschloss sich, mit 15 Knoten auf diesen zuzuhalten. Dabei schnitt U 659 den Kurs von U 439, dessen Turmwache den Geleitzug beobachtete und das sich nähernde Boot nicht bemerkte. U 439 rammte U 659 nahe dem Turm, was zu einem Wassereinbruch führte, infolgedessen U 659 rasch sank (Lage). 44 Besatzungsmitglieder wurden in den Tod gerissen – unter ihnen Kommandant Hans Stock –, und nur drei schafften es, aus dem sinkenden Boot herauszukommen. Ein britisches Schnellboot nahm die drei als Kriegsgefangene an Bord.